# Jean-Luc Hees
Pour les articles homonymes, voir Hees.
Jean-Luc Fernand Hees, né à Évreux le 10 août 1951, est un journaliste et animateur de radio français. Il était, de 2009 à 2014, président du groupe Radio France. De 2017 à 2020, il a été membre du comité d’éthique de la chaine de télévision russe controversée RT (ex-Russia Today).

## Biographie
Après des débuts en 1972 à l’ORTF, il est correspondant de France Inter à Washington dans les années 1980. À son retour en France, il présente le journal de 13 h de France Inter en direct et en public, et le magazine Synergie de 1990 à 1999.
Il est nommé directeur de France Inter en 1999 par le PDG de Radio-France Jean-Marie Cavada. En 2003, il supprime brutalement de la matinale de France Inter la chronique scientifique Odyssée du médecin et romancier Martin Winckler, à la suite de pressions de l'industrie pharmaceutique. En tant que directeur de France Inter, Jean-Luc Hees a mis (ou remis) à l’antenne Pascale Clark, Frédéric Bonnaud, Stéphane Bern, Gérard Lefort, Philippe Val et Michel Polac. En 2004, à l’arrivée de Jean-Paul Cluzel à la tête de Radio France, il est remplacé par Gilles Schneider.
En 2006, Jean-Luc Hees revient à l'antenne sur Radio Classique. En 2007, il est chargé sur cette antenne de l'émission culturelle Hees bien raisonnable de 18 à 20 heures. À la rentrée 2008, il est à la tranche matinale de 8 à 10 heures. En 2008, il tient une chronique dans Charlie Hebdo sur la campagne présidentielle américaine.
Nommé président de Radio France par Nicolas Sarkozy lors du Conseil des ministres du 6 mai 2009, Jean-Luc Hees succède à Jean-Paul Cluzel à compter du 12 mai. Le 27 février 2014, le CSA nomme Mathieu Gallet pour lui succéder à compter du 12 mai suivant.
En décembre 2017, il entre au comité d'éthique de la chaîne de télévision nouvellement lancée RT France, en compagnie de l'homme politique Thierry Mariani.

## Polémiques sur l'indépendance en tant que président de Radio-France
Contrairement à ses prédécesseurs et à son successeur qui sont nommés par le conseil supérieur de l'audiovisuel, sa nomination est une application de la loi organique du 5 mars 2009, qui prévoit la désignation en conseil des ministres des présidents de l'audiovisuel public.

### L'intervention en direct contre Edwy Plenel
Bien qu'ayant renoncé à l'antenne, Jean-Luc Hees, tout juste nommé à la tête de Radio-France, intervient le 15 mai 2009 à 8 h 57 dans l'émission Le 7/10 de France Inter avec Éric Delvaux, pour porter la contradiction à Edwy Plenel qui dénonçait avec une certaine « virulence » ce qu'il appelait « un rapport clientéliste des médias à l'État », visant par ces propos la nomination de Hees à la tête de la radio par Nicolas Sarkozy.
Edwy Plenel pointait ainsi du doigt la perte d'indépendance à ses yeux de la radio publique. Cette interruption directe des programmes par Jean-Luc Hees pour se défendre personnellement a été critiquée par de nombreux journalistes de France Inter.

### Le non-renouvellement des contrats de Stéphane Guillon et Didier Porte
Après le non-renouvellement, annoncé le 23 juin 2010, des contrats de Stéphane Guillon et Didier Porte, deux humoristes de la matinale de France Inter, assurant pourtant un pic d'audience de la station, il est au cœur, avec Philippe Val, directeur de France Inter d'une polémique l'accusant de collusion avec le président de la République, objet de nombreuses railleries de la part des deux humoristes. Cette éviction est largement commentée comme un limogeage politique sur le net et dans la presse,. Le jeudi 1er juillet 2010, une manifestation de soutien aux deux humoristes, devant le siège de Radio-France, rassemble environ 2 000 personnes selon les syndicats réclamant la démission des deux dirigeants.

## Affaires judiciaires
Par trois décisions du 25 janvier 2019, la Cour de discipline budgétaire et financière condamne Jean-Luc Hees à des amendes d'un montant total de 4 500 € pour des négligences dans sa conduite de Radio-France en ce qui concerne les marchés relatifs au chantier de réhabilitation, les achats de biens et de services et les rémunérations, pour un montant total de 16,99 millions d'euros.

## Distinctions
- Officier de la Légion d'honneur

Jean-Luc Hees est nommé chevalier de la Légion d'honneur en avril 1999, et promu officier lors du Nouvel an 2010,.

## Vie privée
Il a été marié à la journaliste, animatrice de télévision et de radio, puis éditrice, Muriel Hees. En juillet 2009, il est photographié dans le magazine Paris Match en compagnie de sa nouvelle épouse d'origine anglaise, Carol-Ann Duchatelier, qu’il a épousée en juillet 1990 et avec qui il vit en Normandie.

## Publications
- La Saga de la Maison Blanche, Éditions Presses de la Renaissance, 2006
- Sarkozy président ! Journal d'une élection, Éditions du Rocher, 2007
- Le Roman de Mai 1968, Éditions du Rocher, 2008
- Obama, what else ?, Éditions Les Échappés, 2009illustré par Riss
- Voyage, Éditions Le Cherche midi, 2015
- Hillary Clinton Une certaine idée de l'Amérique, Éditions Baker Street, 2016, 448 p.
- Ces psychopathes qui nous gouvernent, Éditions Plon, 2018
- Ces ondes merveilleuses..., Éditions Baker Street, 2021, 325 p.